# Taniec ze złotym cielcem
Taniec ze złotym cielcem (niderl. Drieluik met de dans om het gouden kalf) – tryptyk niderlandzkiego malarza Lucasa van Leydena, znajdujący się w Rijksmuseum.
Temat i rozmiary tryptyku wskazują, iż dzieło powstało na zlecenie osoby prywatnej. Tego typu tryptyki były ozdobą prywatnych komnat lub kaplic.

## Geneza
Tematem jest jeden z wątków ucieczki Izraelitów z Egiptu. Gdy Mojżesz wybrał się na górę Synaj, gdzie po czterdziestu dniach otrzymał kamienne tablice z wyrytymi dziesięciorgiem przykazań, lud zniecierpliwił się nieobecnością swojego przywódcy. Stanął przed jego bratem Aaronem i zażądał by ten uczynił dla niego Boga, który by szedł przed nimi. Wówczas Aaron powiedział im:

"Pozdejmujcie złote kolczyki, które są w uszach waszych żon, waszych synów i córek, i przynieście je do mnie". I zdjął cały lud złote kolczyki, które są w uszach, i zniósł je do Aarona. A wziąwszy je z ich rąk nakazał je przetopić i uczynić z tego posąg cielca ulany z metalu, I powiedzieli: "Izraelu. oto bóg twój, który cię wyprowadził z ziemi egipskiej". A widząc to Aaron kazał postawić ołtarz przed nim i powiedział: "Jutro będzie uroczystość ku czci Pana". Wstawszy wcześnie rano, dokonali całopalenia i złożyli ofiary biesiadne. I usiadł lud, aby jeść i pić, i wstali, żeby się bawić. (Wj 32:1-6)

## Opis obrazu
Leyden skupił się na przedstawieniu Izraelitów podczas uczty po złożeniu ofiary nowemu bóstwu. Na pierwszym planie, pośrodku, pewna kobieta podaje jabłko mężczyźnie, co nasuwa skojarzenie grzechu pierworodnego Adama i Ewy. W obu przypadkach mamy do czynienia z brakiem posłuszeństwa wobec Boga. Tłem dla ucztujących są poszczególne scenki dopełniające historię złotego cielca. Na drugim planie widoczny jest złoty cielec i tańczący wokół niego wyznawcy. Jeszcze dalej, z góry osłoniętej ciemnym obłokiem, schodzi pospiesznie Mojżesz wraz ze swoim pomocnikiem Jozue. Przedstawienie góry zasnutej obłokiem jest zgodne z biblijną wersją: 

Gdy zaś Mojżesz wstąpił na górę, obłok ją zakrył (Wj 24:15)

.

## Proweniencja
Do 1604 roku obraz znajdował się w Kalverstraat w Amsterdamie. Później trafił do kolekcji Jaspara Losschaerta. Po jego śmierci w 1658 roku, był kolejno dziedziczony przez spadkobierców: Jacoba Wuytiersa, Dircka Wuytiersa w 1679 i Jacoba Cromhouta. 7 maja 1709 roku, po śmierci tego ostatniego, obraz został sprzedany do kolekcji Marquis de Blasiel w Paryżu by następnie 16 marca 1870 trafić do zbiorów Veuve Mme. Bignier. W czerwcu 1952 roku obraz został podarowany Rijksmuseum w Amsterdamie. Na okres od 1 grudnia 2003 do 1 marca 2013 dzieło zostało wypożyczone do Museum Boijmans Van Beuningen w Rotterdamie.